# Otto Klemperer (Physiker)

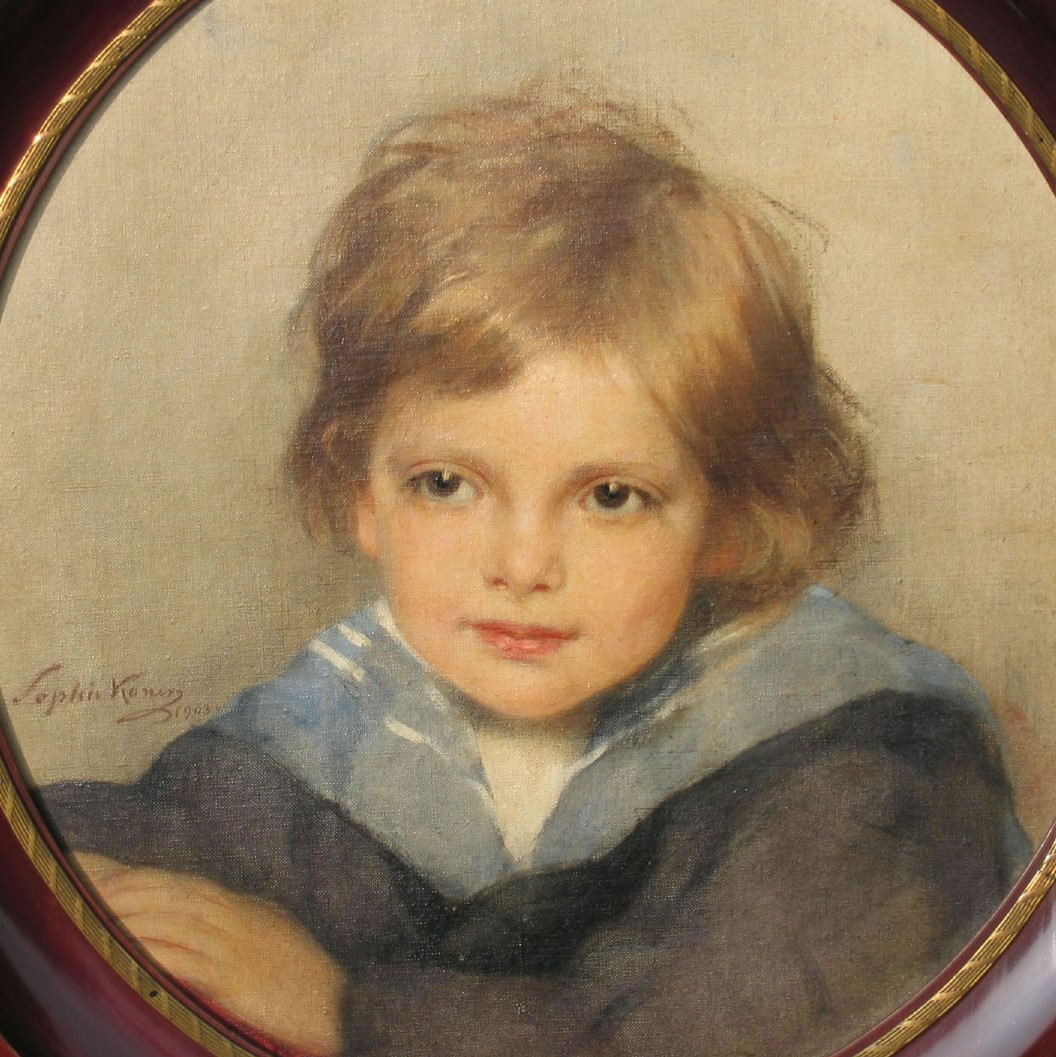
Otto Ernst Heinrich Klemperer, 1903, Gemälde von Sophie Koner

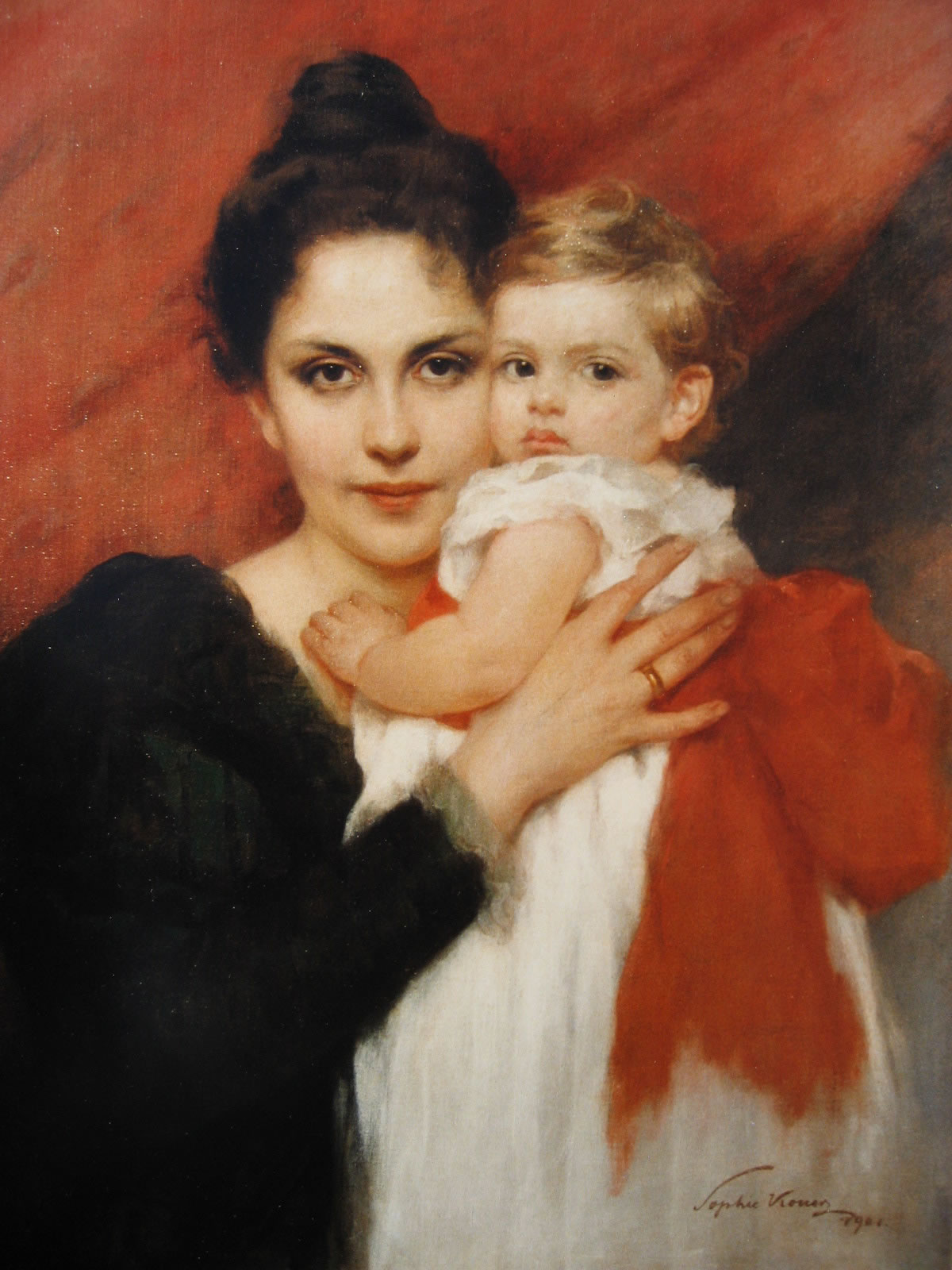
Maria Wilhelmine Klemperer mit ihrem Sohn Otto Ernst Heinrich Klemperer, 1901, Gemälde von Sophie Koner

Otto Ernst Heinrich Klemperer (* 14. November 1899 in Berlin; † 29. Januar 1987 in Iver, Buckinghamshire) war ein deutsch-britischer Physiker.

## Leben
Otto Klemperer wurde als zweiter Sohn des Mediziners Georg Klemperer und seiner Frau Maria in Berlin geboren. 1917 legte er am Wilhelms-Gymnasium das Abitur ab und war im Anschluss bis zum Dezember 1918 im Militärdienst. Er studierte in Göttingen und Berlin Physik, Mathematik, Chemie und Philosophie und promovierte 1923 an der Humboldt-Universität zu Berlin auf dem Gebiet der Physik. Klemperers Doktorarbeit, die von Prof. P. Pringsheim und Dr. Hettner betreut wurde, hatte das Thema Über die lichtelektrische Geschwindigkeitsverteilung. Ab 1925 lehrte Klemperer an der Universität Kiel. Mit Hans Geiger arbeitete er an der Weiterentwicklung des Geigerzählers.  1932 habilitierte Klemperer sich mit einer Arbeit zum Thema Über die unelastischen Stöße schneller Elektronen an der Christian-Albrechts-Universität zu Kiel. Bis 1933 lehrte er als Privatdozent, musste aber unter dem Druck der NS-nahen Freien Kieler Studentenschaft bereits im April seinen Lehrauftrag ruhen lassen, bevor dieser ihm am 9. September endgültig entzogen wurde. Im Zuge der 'Gleichschaltung der Hochschulen' wurden "missliebige Hochschullehrer, v. a. „Nicht-Arier“ und politisch Andersdenkende, zwangsversetzt, -emeritiert oder entlassen."
Wegen des erstarkenden Nationalsozialismus und der damit einhergehenden Judenverfolgung siedelte Klemperer notgedrungen nach England über, wo er "mit Hilfe des Academic Assistance Council und der Rockefeller Foundation" einen Lehrauftrag in Cambridge erhielt.  Am Cavendish-Laboratorium der University of Cambridge arbeitete er über die Widersprüche zwischen Enrico Fermis Theorie des β-Zerfalls und den beobachteten Strahlungseigenschaften von Rubidium und Polonium. 1946 erhielt er eine Professur am Imperial College London. Klemperer nahm die britische Staatsbürgerschaft an und lebte bis zu seinem Tod in Iver.

## Forschungsinteressen
Klemperer forschte auf den Gebieten der Teilchenphysik, der Radioaktivität und der Elektronenoptik.

## Familie
Klemperer entstammte einer jüdisch-protestantischen Familie. Sein Vater war der Arzt Georg Klemperer, seine Mutter war Maria Klemperer, geborene Umber (1873–1937), Schwester des Mediziners Friedrich Umber. Sein Großvater war der Rabbiner Wilhelm Klemperer.
Klemperer war verheiratet mit Regina Luise Johanna Klemperer, geborene Regula (* 22. Juni 1905 in Hamburg; † April 1986 in England). Das Ehepaar hatte drei Söhne:
- Hugh George Klemperer (* 1. März 1928 in Kiel; † 21. August 1985 in Birmingham, England; Arzt)
- Derek Klemperer (* 1929 in Kiel; † 18. September 2018 in Bristol, England;  Chemiker)
- Thomas George Klemperer (* 1938 in Uxbridge; † 9. Juni 2016).[24][25][26][14][27][23]

Klemperer hatte mehrere Enkel, darunter:
- Paul Klemperer (* 15. August 1956; Wirtschaftswissenschaftler), Simon Louis Klemperer (* um 1960; Geophysiker) und Frances Jane Klemperer (* 1959; Psychiaterin), Kinder von Hugh Klemperer
- Richard Klemperer (* 1955), Sohn von Derek Klemperer.[23]

## Veröffentlichungen
- Electron physics: the physics of the free electron, London: Butterworths Scientific Publications, 1959
- Electronic microscopes of high magnification in Reports on progress in physics (Bd. 7.1940: S. 107–129), 1941
- Electron optics, London: Cambridge Univ. Pr., 1939
- Einführung in die Elektronik: Die Experimentalphysik des freien Elektrons im Lichte der klassischen Theorie und Wellenmechanik, Berlin: J. Springer, 1933
- On the radioactivity of potassium and rubidium, Royal Society, 1935, doi:10.1098/rspa.1935.0038 online
- Über die unelastischen Stöße schneller Elektronen, Habilitationsschrift in Annalen d. Physik. Folge 5, Bd. 15, H. 4. 1932
- Mode of action of the Geiger point counter zusammen mit Hans Geiger, Zeits Physik 49:753–760; 1928.
- Ueber die lichtelektrische Geschwindigkeitsverteilung, Dissertation in Änd. in: Zeitschrift f. Physik. Bd. 16, 1923